# Валенчич, Филип
Филип Валенчич (словен. Filip Valenčič; род. 7 января 1992, Любляна) — словенский футболист, атакующий полузащитник польского клуба «Олимпия» из Грудзёндза.

## Карьера

### Молодёжная карьера
Начинал заниматься футболом в «Езеро Медводе». Позже попал в академию клуба «Интерблок». Дебютировал за основную команду 28 ноября 2009 года против «Олимпии». Первый гол забил 26 сентября 2010 года в матче против клуба «Шензур». Был основным игроком команды.

### «Олимпия» Любляна
В июне 2011 года перешёл в «Олимпию». Дебютировал за клуб 30 июня 2011 года в Лиге Европы в матче против клуба «Широки-Бриег». Первый матч в Первой Лиге за клуб сыграл 17 июля 2011 года в матче против «Целе». Дебютным голом отличился 30 октября 2011 года в матче против «Марибора». Дважды с клубом становился серебряным призёром чемпионата и дважды серебряным призёром Суперкубка Словении.

### «Монца»
В феврале 2015 года перешёл в итальянский клуб «Монца». Дебютировал за клуб в Серии С 8 февраля 2015 года в матче против «Реал Виченцы». Первым голом отличился 10 мая 2015 года в матче против «Про Патрии».

### «Ноттс Каунти»
В июле 2015 года перешёл в английский клуб «Ноттс Каунти». Дебютировал за клуб 18 августа 2018 года в Лиге 2 в матче против «Оксфорд Юнайтед». Первый свой гол забил 16 января 2019 года в матче против «Кроли Таун».

### «Кеми Сити»
После недолгого пребывания в английском клубе он подписал контракт с «Кеми Сити» перед их первым сезоном в Вейккауслиге, высшей лиге финского футбола. Дебютировал за клуб 6 августа 2016 года в матче против «ПК-35». Первый гол забил 21 сентября 2016 года против «Лахти». Стал основным игроком команды.

### «ХИК»
В июле 2017 года перешёл в «ХИК». Дебютировал за клуб 13 июля 2017 года в рамках Лиги Европы против «Шкендии». За клуб в чемпионате дебютировал 16 июля 2017 года в матче против клуба «Ильвес». Свой дебютный гол за клуб забил 23 июля 2017 года в ворота своего бывшего клуба «Кеми Сити». По итогу сезона стал победителем Вейккауслиги. Также получил награду лучшего игрока сезона в чемпионате. В 2018 году повторил своё достижение и стал двукратным победителем Вейккауслиги.

### «Стабек»
В августе 2019 года перешёл в норвежский клуб «Стабек», с которым подписал контракт на 3 года. Начинал выступать во 2 команде, за которую дебютировал 13 августа 2019 года против клуба «Фрам», где также отличился забитым голом. За основную команду он дебютировал 1 сентября 2018 года в матче против «Саннефьорда», где игрок также отличился результативной передачей. В основной команде футболист так закрепиться и не смог.

### «Интер» Турку
В феврале 2019 года отправился в аренду в «Интер» из города Турку. Дебютировал за клуб 16 февраля 2019 года в матче против «Лахти», где также отметился дебютным голом за клуб. В следующем матче против «ХИФКа» отметился дублем. Стал лучшим бомбардиром лиги. По окончании аренды покинул клуб, однако в сентябре 2020 года свободным агентом перешёл в клуб. Вместо с клубом стал серебряным призёром Вейккауслиги.

### Возвращение в «ХИК»
В январе 2021 года вернулся в «ХИК». Стал основным игроком команды, а также вместе с клубом стал трёхкратным победителем Вейккауслиги.

### «Динамо» Минск
В марте 2022 года перешёл в белорусский клуб «Динамо» из Минска. Дебютировал за клуб 6 марта 2022 года в Кубке Белоруссии против «Гомеля». В Высшей Лиге за клуб дебютировал 18 марта 2022 года в матче против «Минска», где также отличился результативной передачей. В июне 2022 года покинул клуб по семейным обстоятельствам, расторгнув контракт по соглашению сторон.

### КуПС
В июне 2022 года перешёл в финский клуб КуПС. Первый свой матч сыграл во второй команде клуба в третьем дивизионе финского футбола 13 июля 2022 года в матче против клуба «Йиппо». За основную команду клуба дебютировал 21 июля 2022 года в матче второго квалификационного раунда Лиги конференций УЕФА против молдавского клуба «Милсами», выйдя на замену во втором тайме. В Вейккауслиге первый матч за клуб сыграл 24 июля 2022 года против клуба «ХИФК», выйдя в стартовом составе и отыграв 70 минут. Дебютный гол забил 28 июля 2022 года в ответном матче второго квалификационного раунда Лиги конференций УЕФА против молдавского клуба «Милсами». По окончании срока действия контракта покинул клуб.

### «Вестманнаэйяр»
В феврале 2023 года футболист перешёл в исландский клуб «Вестманнаэйяр». Дебютировал за клуб 5 марта 2023 года в матче Кубка исландской лиги против клуба «Хабнарфьордюр». Первый матч в исландском чемпионате сыграл 10 апреля 2023 года против клуба «Валюр», выйдя на поле в стартовом составе. В январе 2024 года покинул клуб по окончании срока действия контракта.

### «Олимпия» Грудзёндз
В начале 2024 года футболист присоединился к финскому клубу ПК-35, за который провёл несколько матчей в кубковом турнире. В марте 2024 года футболист перешёл в грудзёндзскую «Олимпию».

## Карьера в сборной
Выступал в юношеских и молодёжных сборных Словении.

## Достижения
ХИК
- Чемпион Финляндии (3): 2017, 2018, 2021